# Ebenist
Ebenist (von französisch ébène ‚Ebenholz‘) ist die erstmals im Jahr 1657 auf einem französischen Dokument belegte, ab dem späten 17. Jahrhundert auch im deutschsprachigen Raum gebräuchliche Berufsbezeichnung für einen auf die Herstellung furnierten Mobiliars spezialisierten Kunsttischler (Kunstschreiner). Er unterschied sich – vor allem als Kunstebenist – vom Tischler (frz. menuisier), der vornehmlich aus heimischen Hölzern einfache, nicht furnierte Möbel sowie Holzvertäfelungen fertigte.

## Aufgabenstellung
Im Gegensatz zum einfachen Tischler oder Schreiner verarbeitete der Ebenist in der Regel sehr wertvolle exotische Hölzer, die er als Furniere auf einen Korpus aus ruhigem und weniger kostspieligem Holz leimte. Die Technik der Herstellung von Furnieren und die Verarbeitung zur Marketerie reicht bis ins Mittelalter zurück. Aus Italien, den Niederlanden und dem deutschsprachigen Raum eingewanderte Kunsthandwerker machten sie in Frankreich am Hof Heinrichs IV. und der Maria von Medici populär. Ein Dekret König Ludwigs XIV. räumte den Ebenisten das Privileg einer eigenen Zunft ein, der Corporation des Menuisiers-Ébénistes. Viele Möbel, die von den Mitgliedern der Corporation hergestellt wurden, waren mit einem Stempel (frz. estampille) gekennzeichnet. Königliche Ebenisten waren von dieser Stempelpflicht ausgenommen.

## Ausbildung
Kunsttischler ist in Deutschland kein eigenständiger Lehrberuf. In Berufsschulen und Betrieben oder in manchen allgemeinbildenden Schulen werden auch Tischler ausgebildet, die in spezialisierten Betrieben der Restaurierung und Kunsttischlerei tätig sind. In Frankreich gilt die Compagnons du Devoir als Schmiede für angehende Kunstschreiner. Restauratoren, die im Bereich Holz Schwerpunkte setzen, können an zahlreichen Hochschulen ein Studium absolvieren. Um 1805 war es noch üblich, über ein Gesuch als ausgebildeter Schreiner um Erteilung des Charakters als fürstlicher Kunsttischler/Ebenist zu bitten.

## Großserien
Im 20. Jahrhundert entstand in Deutschland um Frommern herum ein Schwerpunkt der Möbelindustrie. Manche der Produktionslinien mit hochglanzpoliertem Wurzelholz bauten auf Können und Stil der Ebenisten auf. Insbesondere kleinere Stücke werden heute aufgearbeitet und von Sammlern in Ehren gehalten. Bedingt durch den Strukturwandel in der Branche ist ein Großteil der Arbeitsplätze in diesem Bereich heute weggefallen. Es gibt nur noch wenige in Deutschland produzierende mittelständische Unternehmen.

## Liste von Ebenisten (Auswahl)

### Frankreich
| 17. Jahrhundert - Jean Adam (tätig um 1657) - Pierre Boulle (1580–1638), gebürtiger Schweizer - André-Charles Boulle (1642–1732), Ebenist und Marqueteur, ébéniste du roi (königlicher Ebenist unter Ludwig XIV.) - Dominique Cucci oder Domenico Cucci (1635–1705), ébéniste du roi (königlicher Ebenist) - Jean Desjardins (tätig um 1636–1657) - Auburtin Gaudron - Pierre Gole oder Goolen (ca. 1620–1684), gebürtiger Holländer, ébéniste du roi - Thomas Hache (1664 Toulouse–1747 Grenoble) - Jean Lemaire (tätig um 1636–1657) - Jean Macé de Blois (1600–1672) - Alexandre-Jean Oppenordt (1639 Provinz Gelderland–1715 Paris) - Jacques Somer († 1669) - Laurent Strabe | 18. Jahrhundert - Pierre Bernard (1715–1765) - Leonard Boudin (1735–1807) - Jacques-Philippe Carel - Martin Carlin (um 1730–1785), Ebenist und Marqueteur deutscher Herkunft - Abraham-Nicolas Couleru (1717–1812), in Montbéliard - Mathieu-Guillaume Cramer oder Matthias Wilhelm Cramer (tätig 1771–1794; † 1804), deutscher Herkunft - Charles Cressent (1685–1768) - Mathieu Criaerd (1689–1776) - Jaques Dautriche Van Oystenryck (um 1743–1778) - Louis Delaître (um 1715–1755) - Etienne Doirat (ca. 1675–1732) - Adrien Delorme (Meister 1748) - Jacques Dubois (1693 oder 1694–1763) - René Dubois (1734 oder 1737–1792 oder 1799) - Charles-Joseph Dufour (1740–1782) - Jean Dumoulin (1715–1798) - François-Joseph Duret - Jean-Pierre Dusautoy - Jean-Baptiste Galet - Pierre Garnier (1720–1800) - Antoine-Robert Gaudreaux (1680–1751) - Antoine Gaudron († 1710) - Denis Genty - François Guillemar - Charles Hecquet († 1731) - Georges Jacob (1739–1814) - Gilles Joubert (um 1689–1775) - Roger Van der Cruse, genannt Roger Vandercruse Lacroix (1723 oder 1728–1799) - Nicolas-Alexandre Lapie († 1775) - Jean-Pierre Latz (um 1691–1754) - Jean-François Leleu (1729–1807) - Etienne Levasseur (1721–198) - François Lieutaud | - Pierre Macret (1727–1796) - Bernard Molitor (1755–1833), gebürtiger Luxemburger - François Mondon (1694–1770) - Philippe-Claude Montigny (1734–1800) - Jean-François Oeben (1721–1763) - Maître aux Pagodes - Nicolas Petit (1732–1791) - Joseph Poitou (1682–1718) - Philippe Poitou (1650–1709) - Jean-Henri Riesener (1734–1806) - Carl Erdmann Richter deutscher Herkunft - Bernard I Van Risamburgh (1670–1738) - Bernard II Van Risamburgh oder Van Riesenburgh (1700–1760) - David Roentgen (1743–1807), Ebenist deutscher Herkunft, Sohn von Abraham Roentgen (1711–1793) - Pierre Roussel (1723–1782), Ebenist und Marqueteur - Claude-Charles Saunier (1735–1807) - Jean Georges Schlichtig (1736–1782), deutscher Herkunft - Gaspar Schneider oder Kaspar Schneider, deutscher Herkunft - Joseph Stockel oder Stöckel (1743–1802), deutscher Herkunft - Jean Ferdinand Schwerdfeger (1734–1818), deutscher Herkunft - Topino (1725–um 1798) - Adam Weisweiler (1746–1820), deutscher Herkunft - Christoph Wolff (1720–1795), deutscher Herkunft - François-Honoré-Georges Jacob-Desmalter (1770–1841) | 19. und 20. Jahrhundert - François Linke (1855–1946), gebürtiger Böhme |

### Deutschland
| bis 17. Jahrhundert - Hans Ulrich Glöckler (1560–1611) - Johann Christoph Feinlein, in Waldshut - Philipp Hainhofer (1578–1647), in Augsburg - Johann Indau, sich 1686 als „Ebanista der Eleanor von Gonzaga“ titulierend in Wien | 18. Jahrhundert - Michael Kimmel, kursächsischer Hofebenist - Jacob Arend (1688–1744), arbeitete in der Werkstatt seines Bruders Servatius und ab 1726 als Hofebenist in Fulda - Johannes Majer (1667–1747), Kirchheim, tätig in Ludwigsburg - Servatius Arend (1673–1729), tätig in Würzburg - Martin Eigler, Hofschreiner in Rastatt - Ferdinand Hundt, tätig in der Würzburger Residenz - Carl Maximilian Mattern (1705–1774), tätig für den Würzburger Hof - Abraham Roentgen, in Neuwied - David Roentgen, in Neuwied - Abraham-Nicolas Couleru (1716–1812), Württemberg, 1746 „Protection“ des Herzogs Carl Eugen von Württemberg - Johannes Wittalm (nachgewiesen 1716), tätig in der Werkstatt von Servatius Arend - Johann Friedrich Spindler (1726–1799), tätig in Bayreuth und Potsdam | 19. Jahrhundert - Georg Rudolph Gambs (1775–1834), in St. Petersburg und Karlsruhe - Wilhelm Kimbel, Ebenist und Innenarchitekt, hauptsächlich in Berlin, 20. Jh. - Klinckerfuß Johannes (1770–1831), 1790 Hofebenist, 1812 eigene Werkstatt - Friedrich Wirth (Unternehmer) (1806–1883), 1857 Königlich Württembergischer Hofebenist - Wilhelm Wirth (Unternehmer) (1837–1917), Sohn von Friedrich Wirth 1866, Königlich Württembergischer Hofebenist |

### Italien
| 15. Jahrhundert - Bernardino da Lendinara (nachgewiesen 1494) - Cristoforo da Lendinara (nachgewiesen zwischen 1470 und 1490 in Modena und Pisa) - Benedetto da Maiano (um 1442–1497) - Giuliano da Maiano (1432–1490) - Baccio Pontelli (um 1450–1494) | 16. Jahrhundert - Fra Damiano (1490–1559) - Pasquale Testa (tätig ca. 1550–1580) | 18. Jahrhundert - Pietro Piffetti (1701–1777), tätig in Turin - Giuseppe Maggiolini (1738–1814) | 19. Jahrhundert - Gabriele Capello (1806–1877) |

### Niederlande
| 17. Jahrhundert - Herman Doomer (um 1595–1650), deutsch-niederländischer Ebenist - Abraham van Soest (um 1700) - Hendrick van Soest (ca. 1648–1716) - Jan van Mekeren (1658 in Tiel–1733 in Amsterdam) |

### Schweiz
| 18. Jahrhundert - Johannes Äbersold, in Bern tätig - Samuel Anton Frank, in Bern tätig - Johannes Fries (1751–1821), tätig in Zürich - Mathäus Funk, deutscher Herkunft, in Bern tätig - Samuel Hämmerli, in Lenzburg - Christoph Hopfengärtner, deutscher Herkunft, in Bern tätig - Johannes Tschudy (1672–1736), Ebenist und Ingenieur in Basel und Baden-Durlach | 19. Jahrhundert - Samuel Hämmerli (II.), in Lenzburg - Carl Franz Hossfeld, deutscher Herkunft, in Bern tätig | 20. Jahrhundert - Hans Bieder (1903–1980), in Liestal |

### Spanien
| 18. Jahrhundert - José Canops (1733–1814), deutscher Herkunft, in Madrid tätig |